# 松尼根施特克山

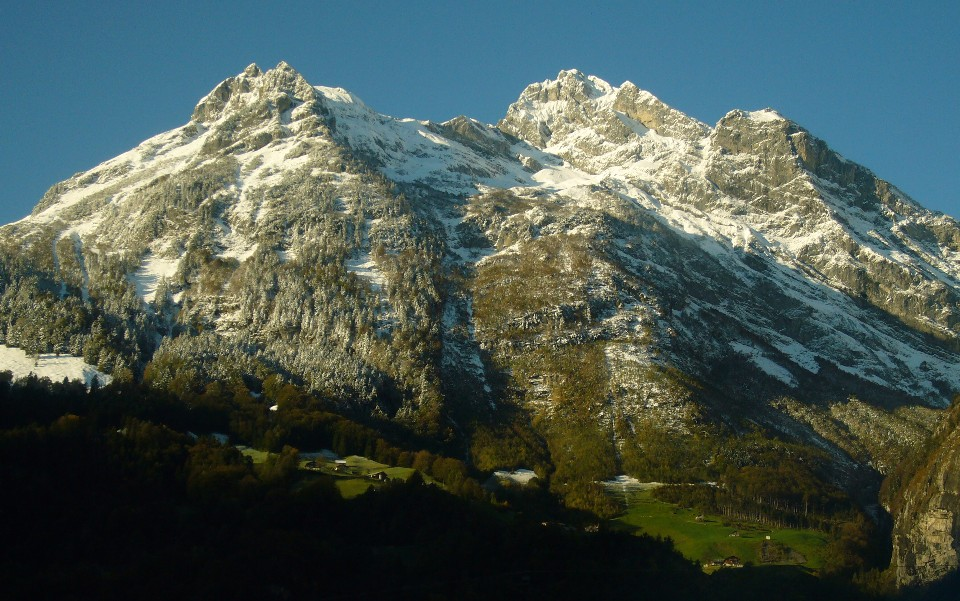

46°49′12″N 8°34′02″E / 46.8200°N 8.56719°E
松尼根施特克山（德語：Sunnigen Stöck），是瑞士的山峰，位於該國中部，由烏里州負責管轄，屬於西阿爾卑斯山脈中烏里山的一部分，海拔高度2,713米。